# Муравьиный лев пятнокрылый
Муравьиный лев пятнокрылый (Distoleon tetragrammicus) — вид сетчатокрылых насекомых из семейства муравьиных львов (Myrmeleontidae).

## Описание

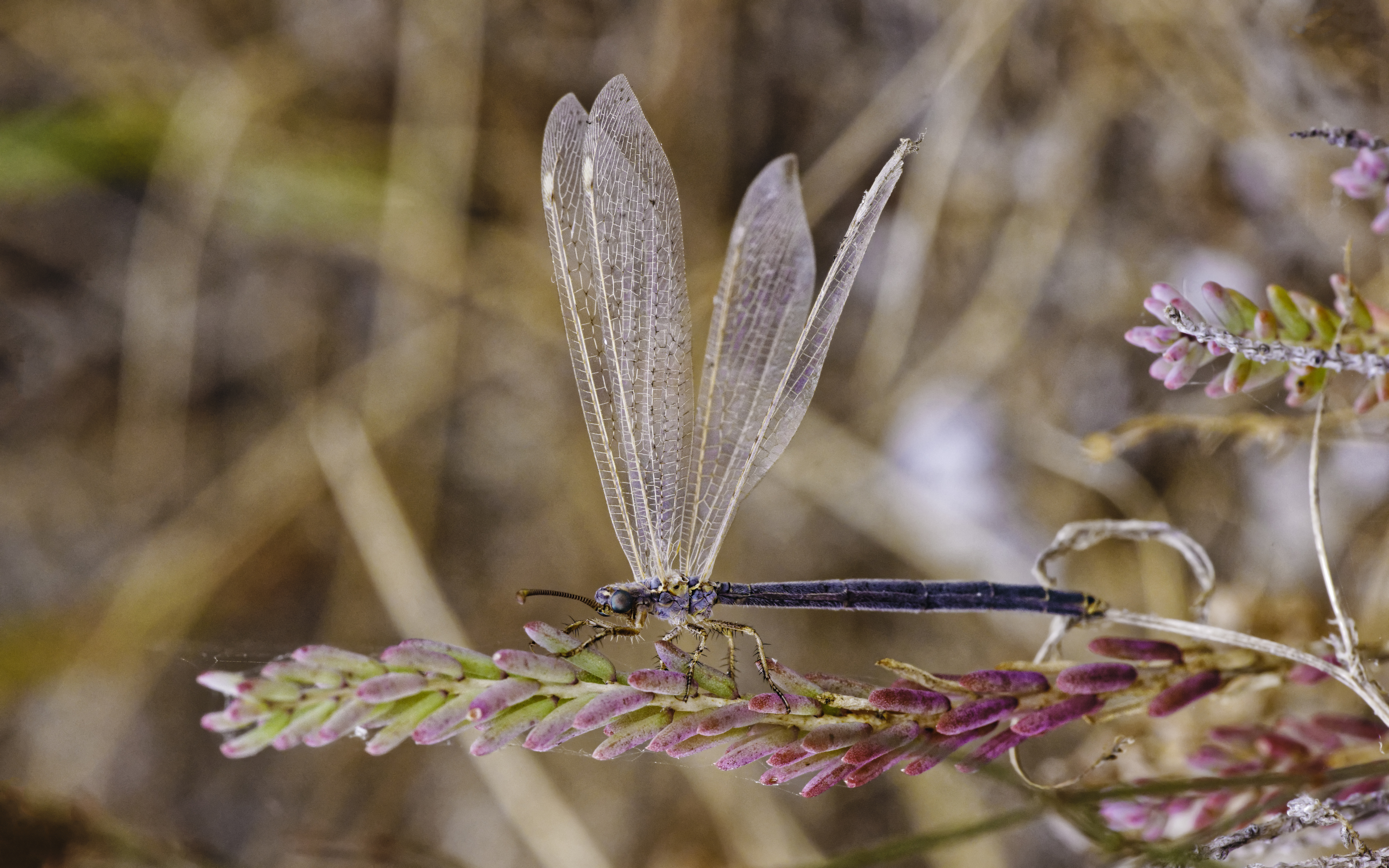

Среднего размера серый муравьиный лев с пёстрыми крыльями. Длина брюшка 30—35 мм. Длина переднего крыла 35—45 мм, заднего крыла 33—42 мм. Голова сильно поперечная, вместе с глазами несколько шире среднегруди. Лоб резко продольный. Темя и затылок с короткими тёмными прижатыми щетинками, жёлтого цвета, с тёмно-бурым рисунком из отдельных сливающихся между собой пятен. Усики тёмно-бурого цвета, длинные. Грудь жёлто-коричневая, с ярким тёмно-бурым рисунком. Среднегрудь и заднегрудь практически целиком тёмно-бурого цвета, с серым налётом, с слабым жёлтым рисунком из отдельных пятен, который иногда может полностью отсутствовать. Все стерниты груди тёмные, покрыты серым налётом. Голени жёлтые, с неполными бурыми кольцами. Шпоры кирпично-красные, саблевидно изогнутые. Крылья ланцетовидные, узкие, прозрачные с серым, иногда почти чёрным рисунком из полос и пятен на обоих крыльях. Птеростигма двухцветная — бурая и молочно-белая. Передняя и задняя линии Бэнкса выражены только на передних крыльях. Брюшко тёмное, со светлыми пятнами по бокам, покрыто густыми чёрными короткими волосками.

## Ареал
Европа, Кавказ, Восточная Турция, Сирия, Израиль, Марокко, Украйна. В России ареал охватывает территорию от Причерноморья до Среднего Поволжья 

## Биология

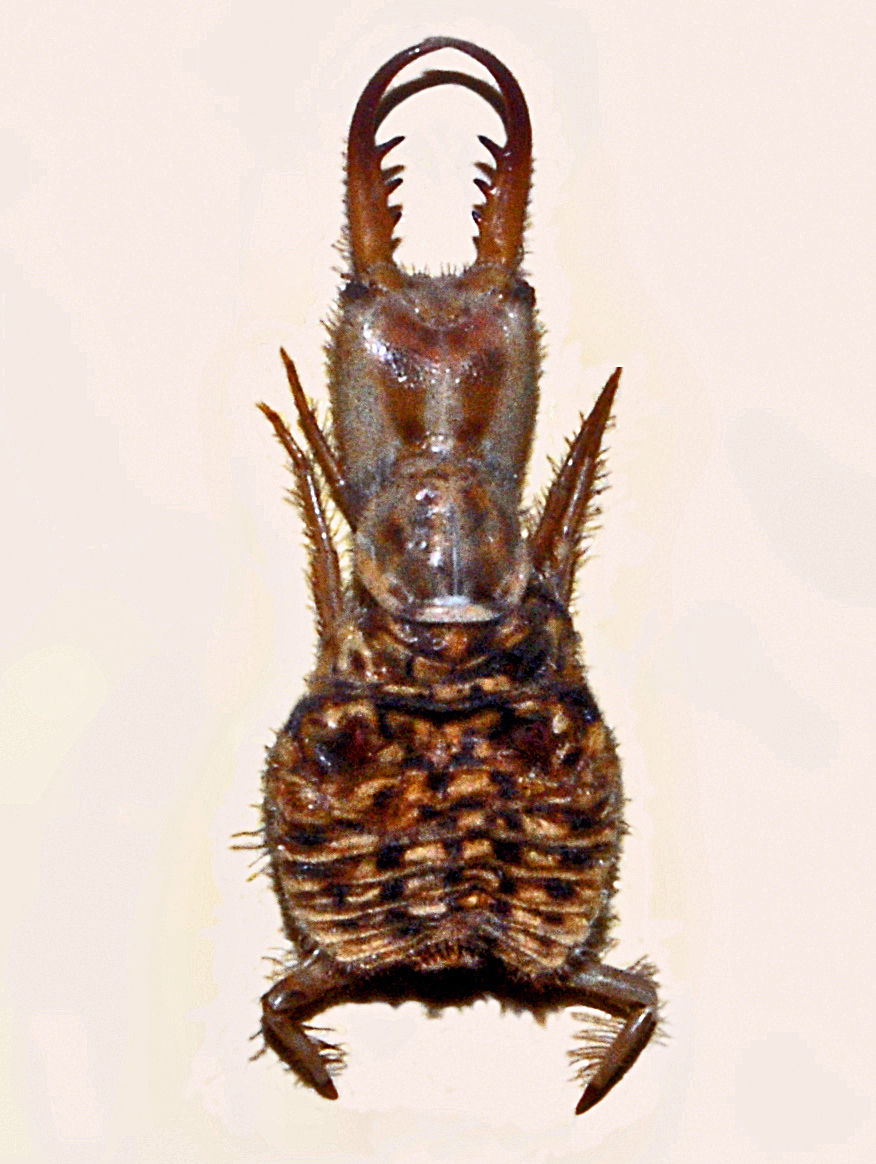
Личинка

Взрослые насекомые (имаго) активны в вечерние часы и ночью, но на свет не прилетают. Лёт отмечен в июне-августе. Имаго держатся в кронах отдельно стоящих деревьев или под пологом леса. При вспугивании перепархивают в кроны соседних деревьев, обычно не вылетают на открытые пространства. Головная капсула и мандибулы у личинок тёмно-коричневого цвета с небольшими светлыми участками. У личинок 3-го возраста хорошо выражены 2 тёмные полосы. Простые глазки в количестве по 6 штук располагаются на выступающих глазных бугорках. Между основанием мандибулы и первым зубцом располагается 3—5 мощно развитых хет, параллельных зубцам. Личинка обитает в рыхлом песчаном субстрате, откуда высовывает на поверхность только свои челюсти и охотится как хищник-засадник на мелких насекомых и других беспозвоночных. Личинка передвигается головой вперёд и у неё отсутствуют направленные вперёд пучки волосков. Зимует личинка.